# Чемпионат Гондураса по футболу
Чемпионат Гондураса по футболу — главный турнир для футбольных клубов Гондураса, проводящийся среди клубов Первого дивизиона.
Лига была основана 10 мая 1964 года.Первый турнир был проведен в сезоне 1965/66 годов.
Проводится по стандартной для стран Латинской Америки системе — Апертура и Клаусура. За год выявляется по два чемпиона. Лучшие шесть команд по итогам каждого из чемпионатов сезона выявляют чемпиона страны в плей-офф. Команды занявшие места с третьего по шестое начинают турнир на выбывание с четвертьфинала,тогда как первые две команды присоединяются к ним в полуфинале. Финал состоит из двух матчей - на своем поле и на поле соперника.
Победители Апертуры и Клаусуры получают право выступить в Лиге Чемпионов КОНКАКАФ.
В Лигу Ассенсо (второй дивизион) отправляется одна команда, набравшая наименьшее число очков суммарно за два чемпионата - Апертуру и Клаусуру.

## История
В 1930-е годы популярность футбола в стране возросла. В 1948 году, с появлением Высшей Футбольной Лиги имени Франциско Морасана, идея организовать футбол в стране стала набирать обороты.
Клубы «Олимпия», «Федераль», «Мотагуа», «Аргентина» и «Реал Испанья» являются основателями Высшей Футбольной Лиги. В 1948 году начался первый чемпионат на недавно открытом «Эстадио Тибурсио Кариас Андино», тогда команда Виктория стала чемпионом; и три года спустя, в 1951 году, они повторили свой успех. Из-за большой поддержки, которую Лига получила в это время, была основана Спортивная Школа Конфедерации Гондураса (F.N.D.E.H.).
8 марта 1951 года Хуан Мануэль Гальвез дал жизнь F.N.D.E.H., когда он подписал президентский указ № 97 и поручился за выполнение Первого Спортивного Конгресса, который был проведен в заброшенной «Национальной гимназии Рубена Каллехаса Валентайна».
Спустя десятилетие после создания  F.N.D.E.H. под руководством Эмерито Ф. Эрнандеса и Федерико Бункера Агилара, который в то же время был соучастником создания КОНКАКАФ, возникла идея создания Первой Национальной Футбольной Лиги в период с 1962 по 1963 год. Отчасти благодаря помощи руководителей, таких как Алехандро Тэлботт, который учился в Мексике, была скопирована структура лиги этой страны. 3-4 апреля 1964 года 15-й Национальный конгресс создал профессиональную лигу. На 15-м Национальном конгрессе также была создана Национальная Лига Любительского Футбола Гондураса (ЛИНАФУТ), которая была официально основана 10 мая того же года.
Первый раунд первого профессионального национального чемпионата состоялся 18 июля 1965 года. Клуб «Платенсе» стал первым профессиональным чемпионом Гондураса. Энрике Фуньес стал первым лучшим бомбардиром, с 14 голами за сезон.

## Формат
Два турнира в год с одинаковым форматом, каждый определяет одного чемпиона:
- Апертура (открытие): с июля по декабрь

- Клаусура (закрытие): с января по май

Участвуют 10 клубов. Формат лиги состоит из кругового турнира, в котором каждый клуб играет друг с другом дважды. Первая шестерка выходит в плей-офф, где клубы, занявшие 3-е и 4-е места в домашних и выездных сериях, играют против клубов, занявших  6-е и 5-е места. Победители плей-офф выходят в полуфинал и играют против клубов, занявших 1 и 2 места. Победители полуфинала сталкиваются в двухматчевом противостоянии, чтобы определить чемпиона.

## Вылет и продвижение
Последняя команда сводной таблицы по сумме турниров Апертура и Клаусура отправляется в Лигу Ассенсо (второй дивизион). А победители этих турниров во второй лиге определяют между собой команду, которая займёт место в высшем дивизионе на следующий сезон. Победители Апертуры и Клаусуры в высшей лиге получают право принять участие в Лиге Чемпионов КОНКАКАФ.

## Сезон 2020/21

### Участники
- Вида (Ла-Сейба)
- Гондурас Прогресо (Эль-Прогресо)
- Лобос УПНФМ (Тегусигальпа)
- Марафон (Сан-Педро-Сула)
- Мотагуа (Тегусигальпа)
- Олимпия (Тегусигальпа)
- Платенсе (Пуэрто-Кортес)
- Реал Сосьедад (Токоа)
- Реал Эспанья (Сан-Педро-Сула)
- Реал де Минас (Данли)

## Чемпионы
- 1965/66 — Платенсе
- 1966/67 — Олимпия
- 1967/68 — Олимпия
- 1968/69 — Мотагуа
- 1969/70 — Олимпия
- 1970/71 — Мотагуа
- 1971/72 — Олимпия
- 1972/73 — Чемпионат сорван
- 1973 — Мотагуа
- 1974 — Реал Эспанья
- 1975/76 — Реал Эспанья
- 1976/77 — Реал Эспанья
- 1977/78 — Олимпия
- 1978/79 — Мотагуа
- 1979/80 — Марафон
- 1980/81 — Реал Эспанья
- 1981/82 — Вида
- 1982/83 — Олимпия
- 1983/84 — Вида
- 1984/85 — Олимпия
- 1985/86 — Марафон
- 1986/87 — Олимпия
- 1987/88 — Олимпия
- 1988/89 — Реал Эспанья
- 1989/90 — Олимпия
- 1990/91 — Реал Эспанья
- 1991/92 — Мотагуа
- 1992/93 — Олимпия
- 1993/94 — Реал Эспанья
- 1994/95 — Виктория
- 1995/96 — Олимпия
- 1996/97 — Олимпия
- 1997/98 — Мотагуа
- 1997/98 — Мотагуа
- 1999 — Олимпия
- 1999/00 Ап. — Мотагуа
- 1999/00 Кл. — Мотагуа
- 2000/01 Ап. — Олимпия
- 2000/01 Кл. — Платенсе
- 2001/02 Ап. — Мотагуа
- 2001/02 Кл. — Марафон
- 2002/03 Ап. — Олимпия
- 2002/03 Кл. — Марафон
- 2003/04 Ап. — Реал Эспанья
- 2003/04 Кл. — Олимпия
- 2004/05 Ап. — Марафон
- 2004/05 Кл. — Олимпия
- 2005/06 Ап. — Олимпия
- 2005/06 Кл. — Олимпия
- 2006/07 Ап. — Мотагуа
- 2006/07 Кл. — Реал Эспанья
- 2007/08 Ап. — Марафон
- 2007/08 Кл. — Олимпия
- 2008/09 Ап. — Марафон
- 2008/09 Кл. — Олимпия
- 2009/10 Ап. — Марафон
- 2009/10 Кл. — Олимпия
- 2010/11 Ап. — Реал Эспанья
- 2010/11 Кл. — Мотагуа
- 2011/12 Ап. — Олимпия
- 2011/12 Кл. — Олимпия
- 2012/13 Ап. — Олимпия
- 2012/13 Кл. — Олимпия
- 2013/14 Ап. — Реал Эспанья
- 2013/14 Кл. — Олимпия
- 2014/15 Ап. — Мотагуа
- 2014/15 Кл. — Олимпия
- 2015/16 Ап. — Гондурас Прогресо
- 2015/16 Кл. — Олимпия
- 2016/17 Ап. — Мотагуа
- 2016/17 Кл. — Мотагуа
- 2017/18 Ап. — Реал Эспанья
- 2017/18 Кл. — Марафон
- 2018/19 Ап. — Мотагуа
- 2018/19 Кл. — Мотагуа
- 2019/20 Ап. — Олимпия
- 2019/20 Кл. — прерван
- 2020/21 Ап. — Олимпия

## Выступления по клубам
| Клуб                             | Чемпионств |
| -------------------------------- | ---------- |
| Олимпия (Тегусигальпа)           | 32         |
| Мотагуа (Тегусигальпа)           | 17         |
| Реал Эспанья (Сан-Педро-Сула)    | 12         |
| Марафон (Сан-Педро-Сула)         | 9          |
| Вида (Ла-Сейба)                  | 2          |
| Платенсе (Пуэрто-Кортес)         | 2          |
| Виктория (Ла-Сейба)              | 1          |
| Гондурас Прогресо (Эль-Прогресо) | 1          |